# ナショナル・ボード・オブ・レビュー賞 (1939年)
第11回ナショナル・ボード・オブ・レビュー賞は1939年12月24日に発表された。

## 受賞一覧

### 作品賞(トップ10)
- 『戦慄のスパイ網』Confessions of a Nazi Spy
  - 『嵐が丘』 Wuthering Heights
  - 『駅馬車』 Stagecoach
  - 『ニノチカ』 Ninotchka
  - 『若き日のリンカン』 Young Mr. Lincoln
  - Crisis
  - 『チップス先生さようなら』 Goodbye, Mr. Chips
  - 『スミス都へ行く』 Mr. Smith Goes to Washington
  - 『彼奴は顔役だ!』 The Roaring Twenties
  - 『スパイ』 The Spy in Black

### 外国語映画賞(トップ5)
- 『霧の波止場』 Port of Shadows フランス
  - Harvest スウェーデン
  - 『アレクサンドル・ネフスキー』 Alexander Nevsky ソビエト連邦
  - 『旅路の果て』 La fin du jour  フランス
  - Robert Koch, der Bekämpfer des Todes ドイツ

### 最優秀演技賞
- ジェームズ・キャグニー - 『彼奴（きやつ）は顔役だ！』
- ベティ・デイヴィス - 『愛の勝利」、The Old Maid
- ジェラルディン・フィッツジェラルド - 『愛の勝利」、『嵐が丘』
- ヘンリー・フォンダ  - 『若き日のリンカン』
- グレタ・ガルボ - 『ニノチカ』
- ジャン・ギャバン - 『霧の波止場』
- フランシス・レデラー - 『戦慄のスパイ網』
- ポール・ルーカス - 『戦慄のスパイ網』
- トーマス・ミッチェル - 『駅馬車』
- ローレンス・オリヴィエ - 『嵐が丘』
- フローラ・ロブソン - 『静かなる抵抗』
- ミシェル・シモン - 『霧の波止場』、『旅路の果て』

## 参考
1. ↑  “1939 Award Winners”. 2013年10月17日閲覧。